# The Best Of (Stormwitch)
The Best Of è un album raccolta del gruppo musicale tedesco Stormwitch, pubblicato nel 1992.

## Tracce
1. The Beauty and the Beast
2. Welcome to Bedlam
3. Emerald Eye
4. Tears by the Firelight
5. Stronger than Heaven
6. Point of no Return
7. Walpurgis Night
8. Rats in the Attic
9. King in the Ring
10. Paradise
11. Eye of the Storm

## Formazione
- Andy Aldrian - voce
- Lee Tarot - chitarra solista
- Steve Merchant - chitarra ritmica
- Ronny Pearson - basso (tracce: 1-6 e 8)
- Pete Lancer - batteria
- Andy Hunter - basso (tracce:9-11)